# Kia Rio
Kia Rio (na některých trzích prodáván pod názvem Kia Pride) je malý automobil vyráběný jihokorejskou automobilkou Kia Motors od roku 2000. V portfoliu modelů značky Kia zastupuje pozici druhého nejmenšího vozu.

## První generaceDC

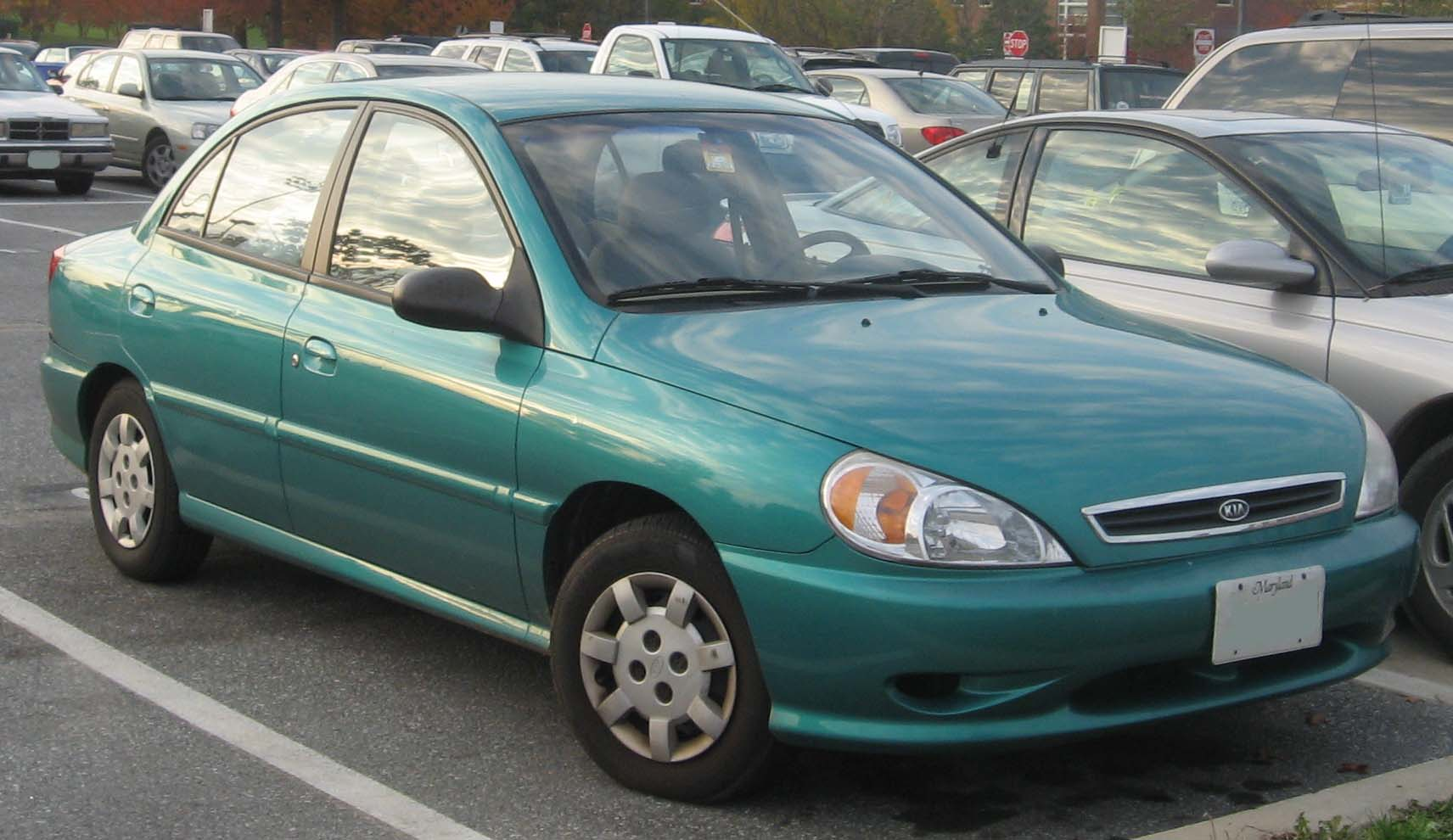
Kia Rio DC

Rio první generace (známá i pod názvem DC) se začalo vyrábět v roce 2000 kdy nahradilo model Avella. V této podobě se prodávalo tři roky, poté bylo faceliftováno.
Vůz se vyráběl ve dvou karosářských variantách – 5dveřový hatchback a 4dveřový sedan.

### Motory
- 1.3 16V 56 kW / 1.3 16V 60 kW (po faceliftu)
- 1.5 16V 72 kW / 1.6 16V 78 kW (po faceliftu)

## Druhá generaceDE

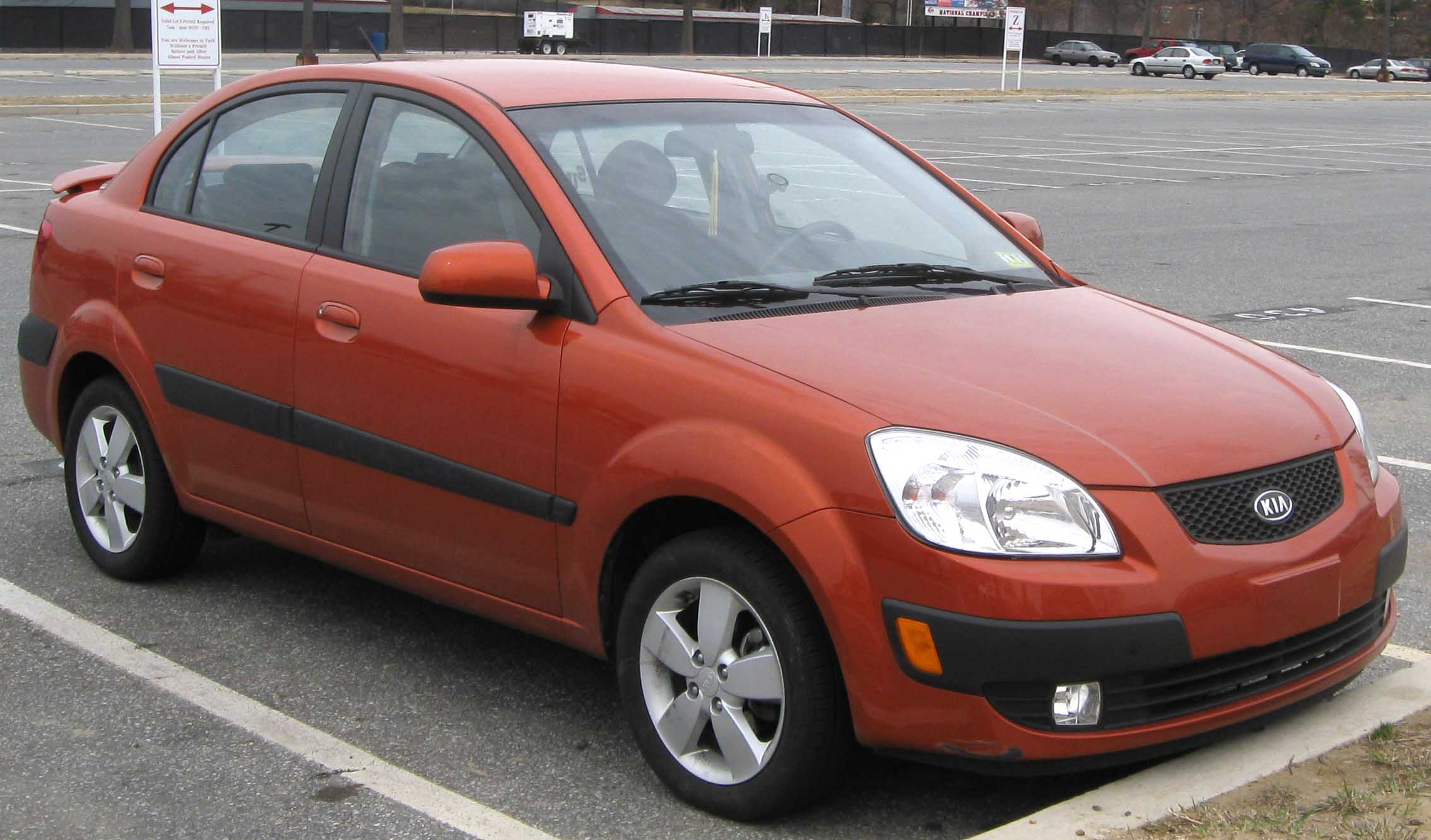
Kia Rio DE

Druhá generace (označována jako DE) byla představena v roce 2005 a beze změny se vyrábí dodnes. Oproti minulé generaci se zmodernizovaly motory, zvětšila se celková velikost a významně přibylo bezpečnostních prvků.
V nabídce je stejně jako u předchozí generace 5dveřový hatchback a 4dveřový sedan.

### Motory

#### Zážehové
- 1.4 16V 71 kW
- 1.6 16V CVVT 82 kW

#### Vznětové
- 1.5 CRDi 81 kW

### Bezpečnost
Výsledky testů EuroNCAP:
- Dospělí  29 bodů
- Děti  34 bodů
- Chodci  13 bodů

## Třetí generace
Třetí generace byla představena v roce 2011.

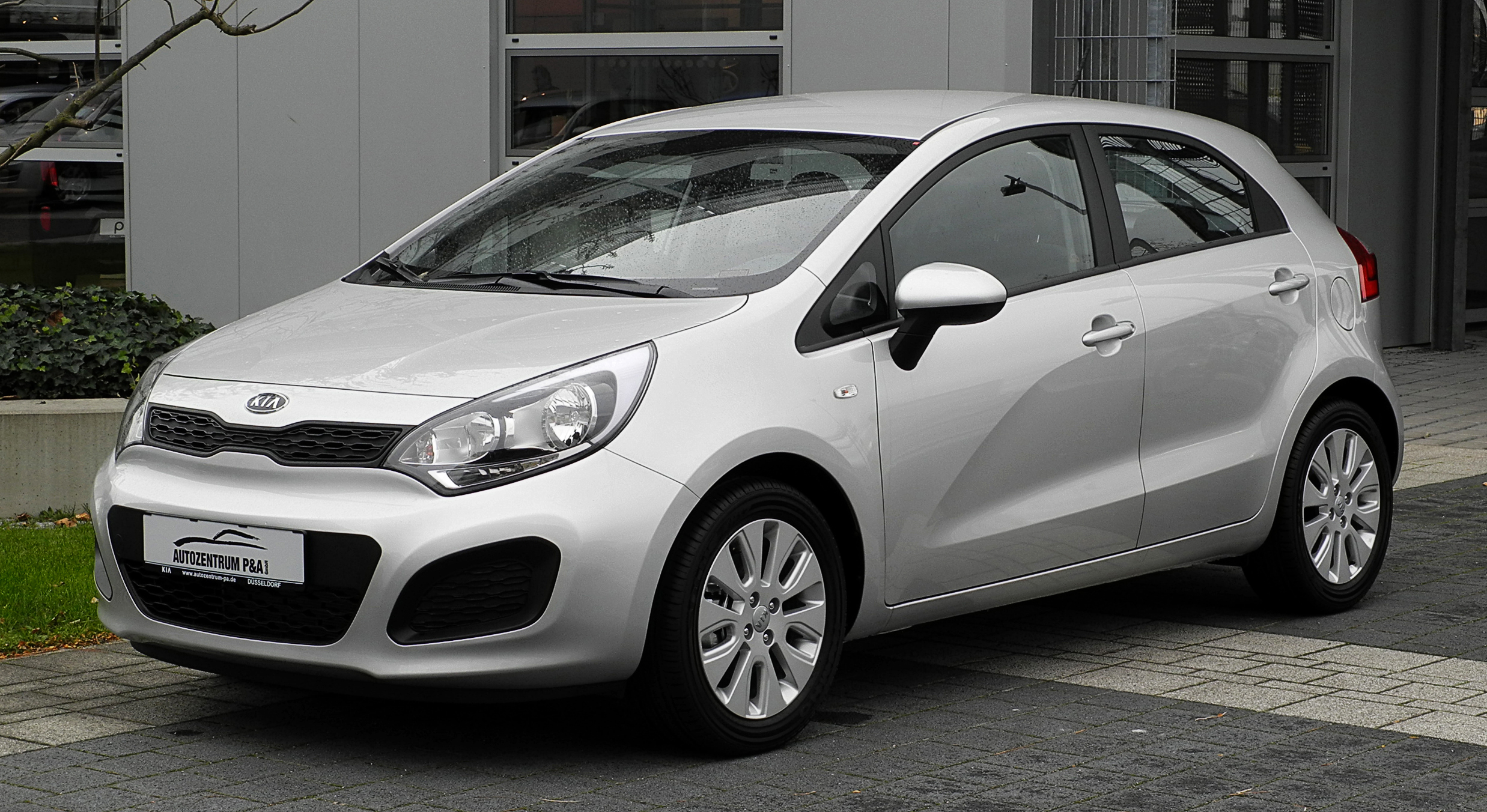
Třetí generace